# Koumbané
Koumbané, parfois orthographié Koumbani, est une localité située dans le département de Namissiguima de la province du Yatenga dans la région Nord au Burkina Faso.

## Géographie
Koumbané est situé à 15 km au nord de Namissiguima, le chef-lieu du département, à 3 km au nord de Tougou et à environ 35 km au nord-est de Ouahigouya. Le village est à 3 km au nord de la route nationale 23 reliant Ouahigouya à Djibo.

## Histoire
Le 19 février 2018, dans le cadre de la célébration de la « Journée des légumineuses », Koumbané a reçu la visite présidentielle de Roch Marc Christian Kaboré accompagné du directeur général de la FAO, José Graziano da Silva.

## Économie
En raison de sa localisation sur les rives du lac du barrage de retenue de Tougou, le village profite de l'adduction en eau pour les cultures maraîchères, en particulier de légumineuses (niébé, voandzou ou pois de terre, arachide), qui constituent la principale production agricole de Koumbané,,.

## Santé et éducation
Koumbané accueille un centre de santé et de promotion sociale (CSPS) tandis que le centre hospitalier régional (CHR) se trouve à Ouahigouya.
Le village possède deux écoles primaires publiques (A à Tengdembin et B à Goubguin).